# 블랙베리
블랙베리(영어: Blackberry)는 일반적으로 산딸기속 루부스아속의 식용 식물을 가리키며, 루부스아속과 산딸기아속의 교잡종 식물을 가리키기도 한다.

## 쓰임새

### 영양분
경작된 블랙베리는 상당한 양의 식이 섬유, 비타민 C, 비타민 K를 내포하는 것으로 잘 알려져 있다. 100그램 분량의 순수 블랙베리는 43칼로리와 5그램의 식이 섬유를 제공하며 이는 일일 섭취 권장량(DV)의 25%를 차지한다. 100그램의 경우 비타민 C, 비타민 K의 분량은 각각 25%, 19% DV이며 기타 필수 영양소의 분량은 적은 편이다.
블랙베리는 수용성, 비수용성 식이 섬유 성분을 모두 포함한다.

### 음식
이 부드러운 식물은 후식, 잼, 씨없는 젤리, 와인에 사용하는 것으로 잘 알려져 있다. 파이와 크럼블의 경우 사과와 함께 섞기도 한다. 블랙베리는 사탕을 만들기 위해서도 사용된다.
- 5월 텍사스주에서 딴 야생 블랙베리
- 버지니아주의 야생 블랙베리
- 잘 익은 블랙베리와 익어 가는 블랙베리, 덜 익은 블랙베리

## 하위 종
- 태평양블랙베리
- 히말라야블랙베리

## 같이 보기
- 블루베리
- 안토시아닌
- 비타민 다량함유

## 참조
1. ↑  National Academies of Sciences, Engineering, and Medicine; Health and Medicine Division; Food and Nutrition Board; Committee to Review the Dietary Reference Intakes for Sodium and Potassium (2019). 〈Chapter 4: Potassium: Dietary Reference Intakes for Adequacy〉.   Oria, Maria; Harrison, Meghan; Stallings, Virginia A. 《Dietary Reference Intakes for Sodium and Potassium》. The National Academies Collection: Reports funded by National Institutes of Health. Washington, DC: National Academies Press (US). 120–121쪽. doi:10.17226/25353. ISBN 978-0-309-48834-1. PMID 30844154. 2024년 12월 5일에 확인함.
2. ↑  United States Food and Drug Administration (2024). “Daily Value on the Nutrition and Supplement Facts Labels”. 《FDA》. 2024년 3월 27일에 원본 문서에서 보존된 문서. 2024년 3월 28일에 확인함.
3. ↑  《Shorter Oxford English dictionary, 6th ed.》. United Kingdom: Oxford University Press. 2007. 3804쪽. ISBN 0199206872.
4. 1 2  “Nutrition facts for raw blackberries”. 《Nutritiondata.com》. Conde Nast. 2012.
5. ↑  Jakobsdottir, G.; Blanco, N.; Xu, J.; Ahrné, S.; Molin, G. R.; Sterner, O.; Nyman, M. (2013). “Formation of Short-Chain Fatty Acids, Excretion of Anthocyanins, and Microbial Diversity in Rats Fed Blackcurrants, Blackberries, and Raspberries”. 《Journal of Nutrition and Metabolism》 2013: 1–12. doi:10.1155/2013/202534. PMC 3707259. PMID 23864942.